# Pancovia subcuneata
Pancovia subcuneata är en kinesträdsväxtart som beskrevs av Ludwig Radlkofer. Pancovia subcuneata ingår i släktet Pancovia och familjen kinesträdsväxter. Inga underarter finns listade i Catalogue of Life.